# Alfa Romeo Romeo
Alfa Romeo Romeo — серия фургонов марки Alfa Romeo, выпускавшихся в Италии с 1954 по 1983 год. Компактный семейный фургон названный «Autotutto» («all purpose») был впервые показан фирмой Alfa Romeo в 1954 году. Линейка фургонов Alfa Romeo просуществовала вплоть до 1983 года, а позднее влилась в модельные ряды коммерческих моделей брендов Fiat и Iveco.

## Romeo
Первый Alfa Romeo T10 «Autotutto» («all purpose»), был представлен в 1954 году на Туринском Автосалоне в версии минивэн и пикап. Позже стали доступны новые различные версии. Alfa Romeo выпустила различные варианты кузова: фургон, фургон с высокой крышей, «Promiscuo» (фургон с дополнительными боковыми окнами и задними сидениями), мини-автобус, школьный автобус, автомобиль скорой помощи, пикап, мини-грузовик с откидывающимися бортиками и грузовик с двойной кабиной. В дополнение к этому многие автобусные компании заказывали на базе фургона и собственные пассажирские версии. Фургон Romeo оснащался 1,29-литровым четырёхцилиндровым двигателем Alfa Romeo Twin Cam, мощностью 35 л.с. (26 кВт), развивал максимальную скорость в 97 км/ч (60 миль/ч). Двигатель позже использовался на легковой модели Giulietta Berlina. Также был доступен двухцилиндровый дизельный двигатель с турбонаддувом, развивавший мощность в 30 л.с. (22 кВт).

## Romeo 2
Обновлённая версия Romeo 2 была представлена в 1957 году. Кроме Италии автомобиль также производился по лицензии в Испании на заводе FADISA (Fabricacion de Automoviles Diesel S.A.). Испанская версия оснащалась 1,6-литровый дизелем производства местного филиала английской моторостроительной компании Perkins Engines и коробку передач с синхронизаторами на всех ступенях.

## Romeo 3
Финальная версия Romeo 3 была представлена в 1966 году. Серия Romeo 3 получила такие улучшения как гидравлическое сцепление и регулируемое водительское сидение. Производство серии Romeo 3 длилось всего около 6 месяцев, до того как она была заменена на модели F12 и A12 с двигателями от легковой модели Giulia 1300. Всего в период 1954—1966 годов было произведено около 23 тыс. легких коммерческих автомобилей серии Romeo.

## F12/A12 и F11/A11
Модель Autotutto была заменена на фургоны Alfa Romeo F12 и A12 с двигателями от Giulia в 1967 году.
Маска автомобиля был обновлена, на ней появилась сетчатая решётка радиатора с хромированной окантовкой. Кроме того, был модернизирован двигатель Alfa Romeo Twin Cam, который стал выдавать 52 л.с. (39 кВт), а коробка передач стала 4-ступенчатой. Фургон сохранил переднемоторную компоновку, но теперь привод был сделан на передние колёса. В 1973 году четырёхрядный дизельный двигатель рабочим объемом 1760 см³ модели 4,108 от Perkins был доработан. Он стал развивать 50 л.с. (37 кВт). Кстати, точно такие же двигатели стали устанавливать с 1976 года и на модель Giulia в кузове седан. Передние тормоза на фургоне стали дисковыми, но задние были сохранены барабанными. От использования старого названия модели отказавшись, заменив его на индекс, где литера «F» означала фургон или минивэн, литера «А» означала лёгкий грузовик или пикап, а цифра «12» означала грузоподъёмность автомобиля, равняющуюся 12 центнерам.
Испанская компания Motor Ibérica взяла под свой контроль компанию FADISA в 1967 году. Она производила грузовики под маркой Ebro, под которой стали выпускаться и коммерческие модели бывшей марки FADISA. В результате Alfa Romeo F12 была переименована в Испании в Ebro F-100, а её новая версия продавалась под обозначением F-108. В 1980 году Nissan Motors поглотил компанию Motor Ibérica и ликвидировал её бренд Ebro, а испанские LCV были переименованы в «Nissan Trade». Компания Nissan продолжала их выпуск вплоть до 2000-х на заводе Авила в Испании.
Между 1967 и 1971 годами производились и облегченные версии моделей A11 и F11. Они отличались меньшей грузоподъёмностью и менее мощными двигателями. Все фургоны Alfa Romeo прошли фейслифтинг в 1977 году с установкой новой чёрной решётки радиатора. Производство серии «A/F» было прекращено в 1983 году. Общий тираж всех моделей A11, A12, F11, и F12 составил около 17,3 тыс.

## AR6 и AR8
Некоторые модели Fiat и Iveco также продавались под маркой Alfa Romeo как AR6 и AR8. Так, AR8 производился на базе первого поколения Iveco Daily, а AR6 — на базе первого поколения Fiat Ducato. Данные модели отличались решёткой радиатора в традиционном для Alfa Romeo «треугольном» стиле.